# شنس
شَنْس (الاسم العلمي: Nerine) (زنبق غيرنسي، زنبق جيرسي، زنبق العنكبوت)، هو جنس نباتات عشبية دوفصية مُزهرة تنتمي إلى فصيلة النرجسية. وهي عبارة عن نباتات معمرة منتفخة، بعضها دائم الخضرة، وترتبط بالموائل الصخرية والقاحلة. أزهارها كروية الشكل تشبه الزنبق درجات ألوانها من الأبيض إلى الوردي إلى القرمزي. في حالة الأنواع المتساقطة الأوراق، قد تظهر الأزهار على سيقان عارية قبل أن تنمو الأوراق. مواطنها جنوب إفريقيا، يضم الجنس قرابة 20-30 نوعًا. على الرغم من وصفها بأنها زنابق، إلا أنها لا ترتبط ارتباطًا وثيقًا بالزنابق الحقيقية (زنبقية)، ولكنها تشبه إلى حد كبير أقاربها، أمارلس والمذئبة.وصف الجنس من قبل الفس. وليام هربرت عام 1820.